# Wyższa Szkoła Humanistyczna im. Króla Stanisława Leszczyńskiego w Lesznie
Wyższa Szkoła Humanistyczna im. Króla Stanisława Leszczyńskiego w Lesznie (WSH w Lesznie) – niepubliczna uczelnia w Polsce z siedzibą w Lesznie, powstała w 2001 roku. Kształci studentów na trzech podstawowych kierunkach, na studiach stacjonarnych oraz niestacjonarnych, w zakresie nauk humanistycznych, społecznych i medycznych. Wyższa Szkoła Humanistyczna w Lesznie jest uczelnią jednowydziałową.

## Historia
Starania o utworzenie humanistycznej uczelni w Lesznie trwały od połowy lat 90. XX wieku. Ich inicjatorem był Ryszard Karmoliński, dyrektor Centrum Kształcenia Zakładu Doskonalenia Zawodowego w Lesznie. Wyższa Szkoła Humanistyczna w Lesznie powstała w 2001 roku na podstawie decyzji Ministerstwa Edukacji Narodowej. W 2005 roku Wyższa Szkoła Humanistyczna została przekształcona w niepaństwową szkołę wyższą działającą na podstawie ustawy prawo o szkolnictwie wyższym. W związku z powyższym placówka została wykreślona z rejestru państwowych uczelni zawodowych i wpisana do rejestru uczelni niepaństwowych pod liczbą „151”.
Pierwszy rok akademicki rozpoczął się 4 października 2001 roku. Wykład inauguracyjny wygłosił przewodniczący Polskiego Towarzystwa Pedagogicznego prof. Zbigniew Kwieciński. Kilka lat później uczelnia otrzymała imię króla Polski Stanisława Leszczyńskiego.

## Władze
- Rektor: dr Ryszard Hayn, prof. WSH
- Kanclerz: mgr Ryszard Karmoliński
- Założyciel / Prezes Zarządu ZDZ: mgr Mariusz Mikołajczak

## Struktura
Wydział Nauk Społecznych
Dziekan: dr Gabriela Andrzejewska, prof. WSH
- Koordynator kierunku Pedagogika
  - prof. dr hab. Aleksander Zandecki

- Koordynator kierunku Dietetyka
  - dr hab. Grażyna Duda, prof. WSH

- Koordynator kierunku Administracja
  - dr hab. Bogdan Ślusarz, prof. WSH

## Kierunki kształcenia
Aktualnie WSH oferuje możliwość kształcenia na czterech kierunkach studiów pierwszego (studia licencjackie) i drugiego stopnia (magisterskie):
- Administracja
- Dietetyka
- Ekonomia
- Pedagogika.

Dawniej uczelnia kształciła również na kierunku Kosmetologia, Praca socjalna i Socjologia.
Ponadto uczelnia prowadzi szereg studiów podyplomowych.

## Baza dydaktyczna
Wyższa Szkoła Humanistyczna im. Króla Stanisława Leszczyńskiego ma siedzibę w centrum Leszna w obiektach przy ul. Królowej Jadwigi 10 oraz ul. Krótkiej 5. Uczelnia rozpoczęła swoją działalność w obiekcie stanowiącym własność jej założyciela – Zakładu Doskonalenia Zawodowego. Główny gmach został oddany do użytku w marcu 1996 roku, a rozbudowany w kolejnym roku. Jego powierzchnia wynosi 2400 m². Znajdują się w nim nowoczesne sale wykładowe, sala konferencyjno-seminaryjna oraz aula na 190 słuchaczy.
W styczniu 2005 roku oddano do użytku kolejny budynek o kubaturze 800 m², gdzie obok sal wykładowych i ćwiczeniowych usytuowano przestronną czytelnię oraz nowoczesną bibliotekę. Cztery miesiące później baza lokalowa szkoły powiększyła się o nowy budynek przylegający do już istniejącego. Powierzchnia nowego obiektu wynosi ok. 2100 m². Z kolei w październiku 2005 roku Wyższa Szkoła Humanistyczna zakupiła obiekt o powierzchni ponad 350 m², przeznaczony do wyburzenia. W jego miejsce wybudowano do 2008 roku kolejny obiekt. Jego centralnym punktem jest aula audiowizualna o powierzchni ok. 1500 m², w której zasiąść może 500 osób. W dolnych kondygnacjach budynku znajdą się pomieszczenie dla klubu studenckiego.

## Wykładowcy ze stopniem naukowym doktora habilitowanego
- dr hab. Grażyna Duda
- prof. Agnieszka Gromkowska-Melosik
- dr hab. Waldemar Kmiecikowski
- prof. Jerzy Kujawiński
- dr hab. Inetta Nowosad
- dr hab. Zygmunt Płoszyński
- prof. Aleksander Zandecki[12]

## Adres
Wyższa Szkoła Humanistyczna im. Króla Stanisława Leszczyńskiego w Lesznie
ul. Królowej Jadwigi 10, 64-100 Leszno